# Wachstumszwang

Es ist umstritten, welche Bedeutung Wachstumszwänge für den Anstieg des weltweiten Bruttoinlandsprodukts pro Kopf haben.

Wachstumszwang (englisch growth imperative) ist ein Begriff aus der Wirtschaftstheorie. Damit werden einerseits Mechanismen auf der Mikroebene bezeichnet, die es für Privathaushalte oder Unternehmen zwingend notwendig machen, Konsum oder Umsatz zu steigern, um die wirtschaftliche Existenz nicht zu gefährden. Auf der Makroebene beschreibt ein politischer Wachstumszwang Situationen, in denen Wirtschaftswachstum notwendig ist, um wirtschaftliche und soziale Instabilitäten zu vermeiden, so dass andere politische Ziele wie Klimaschutz oder eine Reduktion von Ungleichheit dem Wachstumsziel untergeordnet werden. Wachstumskritiker fordern in Anbetracht überschrittener planetarer Grenzen daher politische Maßnahmen, um Wachstumszwänge zu überwinden.
In den gängigen neoklassischen, keynesianischen und endogenen Wachstumstheorien wird nicht von einem Wachstumszwang ausgegangen bzw. wird er explizit verneint wie von Robert Solow, dem Erfinder des Solow-Modells. In der Neoklassik ist das Festhalten am Wirtschaftswachstum eine Frage der Nutzenmaximierung, einer Entscheidung zwischen heutigem und zukünftigem Konsum. Andere soziologische und politische Theorien halten das Streben nach maximalem Profit, soziale Einflüsse, Kultur (Konformität) oder politische Ideologien für maßgeblich, die jedoch nicht als Zwang angesehen werden. Diskutiert werden mögliche Wachstumszwänge in der marxistischen Theorie und der Ökologischen Ökonomik sowie in politischen Debatten, wobei umstritten ist, ob und für wen ein Wachstumszwang vorliegt und welcher Mechanismus dafür verantwortlich wäre.

## Bedeutung und Definitionen
Der Begriff des Wachstums (Expansion) bezieht sich einerseits in der Volkswirtschaftslehre bzw. der Wirtschaftspolitik auf das Wirtschaftswachstum (Makroökonomie), andererseits in der Betriebswirtschaftslehre auf das Unternehmenswachstum und in der Konsumsoziologie bzw. Haushaltstheorie auf die Steigerung des Konsums (Mikroökonomie).
Auf makroökonomischer bzw. politischer Ebene wird der Begriff des Wachstumszwangs von einigen Autoren verwendet, wenn es keine akzeptable politische Alternative zu wirtschaftlichem Wachstum gibt, weil ausbleibendes Wachstum zu ökonomischer und sozialer Instabilität bis hin zu „schweren ökonomischen Krisen“ führen würde. Die Alternative zu Wachstum wäre dann keine stabile stationäre Wirtschaft, sondern unkontrollierte Schrumpfung. Die Konsequenzen eines Verzichts auf Wachstum wären dann derart inakzeptabel, dass Wachstum politisch alternativlos erscheint.
Dieses makroökonomische Phänomen muss laut Christoph Deutschmann allerdings auf der Mikroebene untersucht werden. Es gilt zu erklären, wie und warum die individuellen Akteure (Firmen, Konsumenten) handeln und wie dies mit den kollektiven Strukturen wechselwirkt. Der Begriff eines sozialen Zwangs wird in den Sozialwissenschaften verwendet, wenn situationsbedingte Umstände oder starker sozialer Druck das Verhalten bestimmen. Nach der marxistischen Theorie des „grow or die“ wird dieser Zwang dadurch hervorgerufen, dass ohne Wachstum die Firma im Wettbewerb nicht überleben kann. Ähnlich spricht der Umweltökonom Hans Christoph Binswanger für Firmen erst dann von einem Wachstumszwang, wenn sie durch stetig sinkende Profite und letztendlich den Bankrott existentiell bedroht sind, in anderen Fällen verwendet er den schwächeren Begriff Wachstumsdrang.:21 Oliver Richters und Andreas Siemoneit haben diese Definition verallgemeinert, dass der Begriff des Zwangs nur bei existentiellen Bedrohungen der Akteure gerechtfertigt sei, wenn nämlich physiologische oder soziale Grundbedürfnisse gefährdet sind, weil ein Verlust des Einkommens oder soziale Exklusion drohen. Ein mikroökonomischer Wachstumszwang bestünde dann, „wenn ein Akteur ständig seine ökonomischen Anstrengungen erhöhen muss, um sein Einkommen zu sichern.“

## Mikroökonomische Theorien

### Firmen

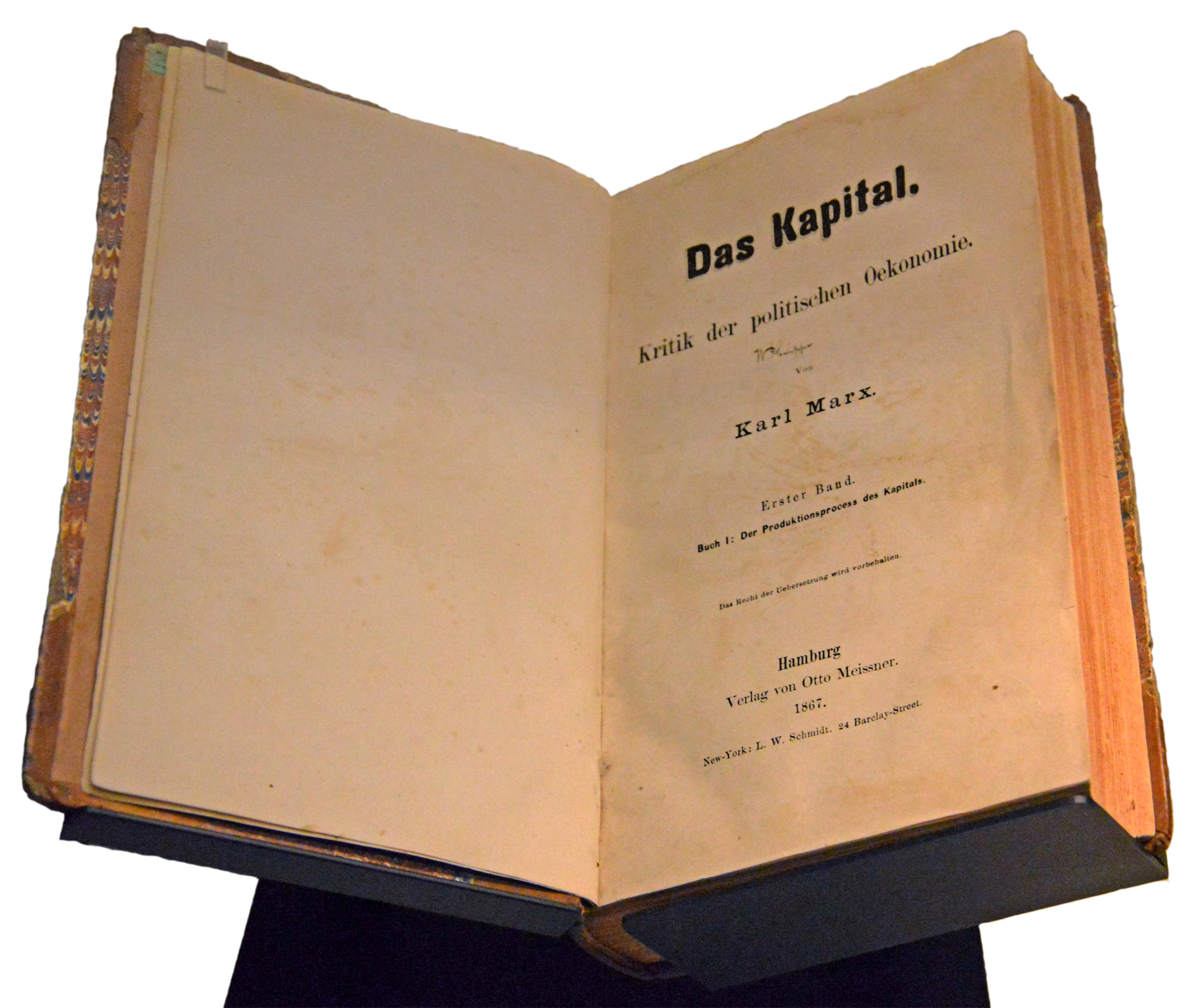
Das Kapital von Karl Marx enthält die erste, bis heute umstrittene Theorie eines Wachstumszwangs.

Als erster Vertreter eines Wachstumszwangs gilt Karl Marx. Im Kapitalismus sei Nullwachstum nicht möglich, denn „Akkumulation ins Unendliche ist sein inneres Gesetz.“

„Außerdem macht die Entwicklung der kapitalistischen Produktion eine fortwährende Steigerung des in einem industriellen Unternehmen angelegten Kapitals zur Notwendigkeit, und die Konkurrenz herrscht jedem individuellen Kapitalisten die immanenten Gesetze der kapitalistischen Produktionsweise als äußere Zwangsgesetze auf. Sie zwingt ihn, sein Kapital fortwährend auszudehnen, um es zu erhalten und ausdehnen kann er es nur vermittelst progressiver Akkumulation.“

Unternehmenswachstum sei demnach notwendig, um das Überleben der Firma sicherzustellen („grow or die“). Dementsprechend vertreten einige Autoren die Position, der Wachstumszwang ließe sich nur durch die Überwindung marktwirtschaftlicher Strukturen entschärfen, bzw. durch die Zurückdrängung profitorientierter Unternehmen, die den Mehrwert für sich vereinnahmen. Andere Autoren kritisieren diese marxistische Perspektive: Ein Unternehmen könne ohne Wachstum profitabel sein, wenn der positive Bilanzgewinn an die Eigentümer ausgeschüttet würde. Erst wenn der Jahresüberschuss dauerhaft thesauriert werden müsse, bestünde ein Wachstumszwang für Unternehmen. Wenn ein Unternehmen betriebswirtschaftlich einen bilanziellen Gewinn ausweist, habe es im volkswirtschaftlichen Sinne noch keinen ökonomischen Gewinn erzielt, weil eine Eigenkapitalrendite und ein Unternehmerlohn daraus gezahlt werden müssten – der Gewinn stünde also gar nicht notwendigerweise für Wachstum zur Verfügung. Daher sei eine Marktwirtschaft mit profitorientierten Unternehmen durchaus mit Nullwachstum kompatibel, wie das auch in den Modellen der neoklassischen Theorie der Fall ist (→ Nullgewinnbedingung).

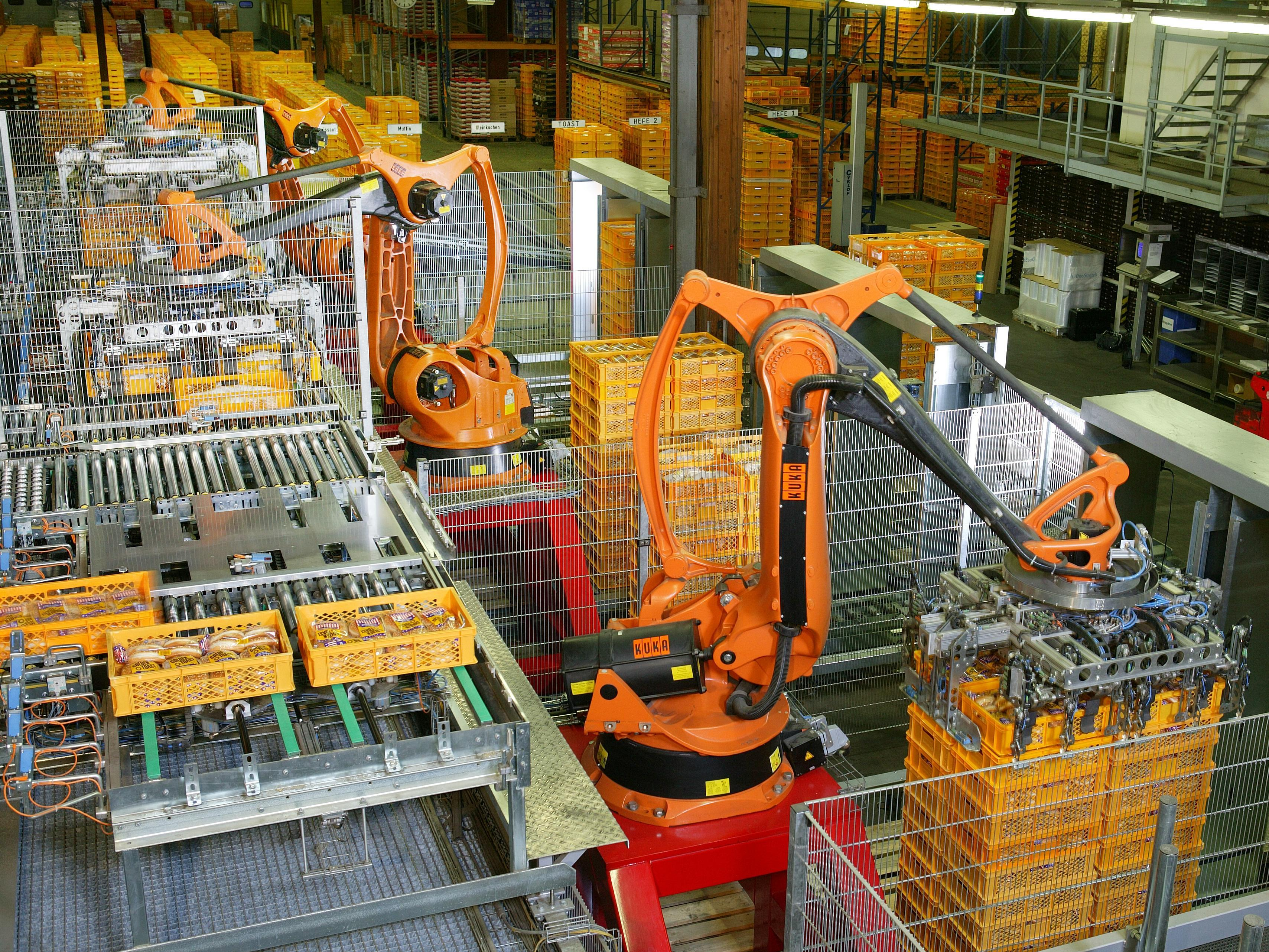
Umstrittene Frage: Wird technischer Fortschritt primär durch Ideen oder Ressourcenverbrauch angetrieben?

Auf der Basis von Konzepten der Evolutionsökonomik verweisen wiederum andere Autoren darauf, dass Firmen durch ungünstige Rahmenbedingungen durchaus abhängig von Wachstum werden können. Joseph A. Schumpeter hatte die schöpferische Zerstörung beschrieben, in der die Existenz von Unternehmen gefährdet ist, die im Innovationswettbewerb nicht mithalten können. Daher ergebe sich die Notwendigkeit, in neue Technologien zu investieren und die Produktion auszudehnen – welche Investitionen sich lohnen würden, sei aber nur unter Berücksichtigung der Wachstumstheorie zu verstehen. Innerhalb der neoklassischen Wachstumsbuchhaltung ist weitgehend unumstritten, dass nur technischer Fortschritt und neue Kombinationen von Produktionsfaktoren dauerhaftes Wachstum von Unternehmen und des Pro-Kopf-Einkommens in Volkswirtschaften möglich machen. Es ist aber seit Jahrzehnten umstritten, welchen Beitrag die einzelnen Produktionsfaktoren zum Wachstum leisten: Während die endogene Wachstumstheorie die Rolle von Humankapital (Ideen, Bildung, Innovationen) hervorhebt, betonen Vertreter der ökologischen Ökonomie bzw. Umweltökonomik die Bedeutung des Verbrauchs von Energie sowie natürlichen Rohstoffen, die häufig nichterneuerbar seien (z. B. fossile Energieträger). Während aus der Humankapital-Perspektive kein ökologisch schädlicher Wachstumszwang entsteht, betont die Ressourcen-Perspektive, dass Rohstoffverbrauch für Firmen lukrativ ist, weil sie dadurch teure Arbeitsplätze durch Maschinen ersetzen können. Daher investieren sie beständig in neue ressourcenintensive Technologien und das zur Entwicklung nötige Humankapital, wodurch der Ressourcenverbrauch steige und Fortschritte bei der Energieeffizienz kompensiere.
Uneinigkeit herrscht außerdem, ob diese Abhängigkeiten auf Ebene des Unternehmens überwunden werden können – so dies denn von den Eigentümern bzw. dem Management gewünscht ist. Vorschläge umfassen neue Management-Praktiken, Änderungen der Produktpalette, Lieferketten und Vertriebswege, sowie die Gründung von Solidar-Unternehmen, Kollektivunternehmen und Genossenschaften. Andere Autoren fordern institutionelle Lösungen: eine Reform des Aktienrechts, um den juristischen Zwang von Aktiengesellschaften zur Gewinnmaximierung zu überwinden, eine Reform des Wettbewerbsrechts, um die Externalisierung auf Kosten der Gemeingüter zu verhindern, oder eine institutionelle Begrenzung und Verteuerung des Ressourcenverbrauchs durch ökologische Steuerreform oder Emissionsrechtehandel (englisch Cap and Trade), damit technische Innovationen einen stärkeren Fokus auf Ressourcenproduktivität statt auf Arbeitsproduktivität setzen könnten.

### Privathaushalte

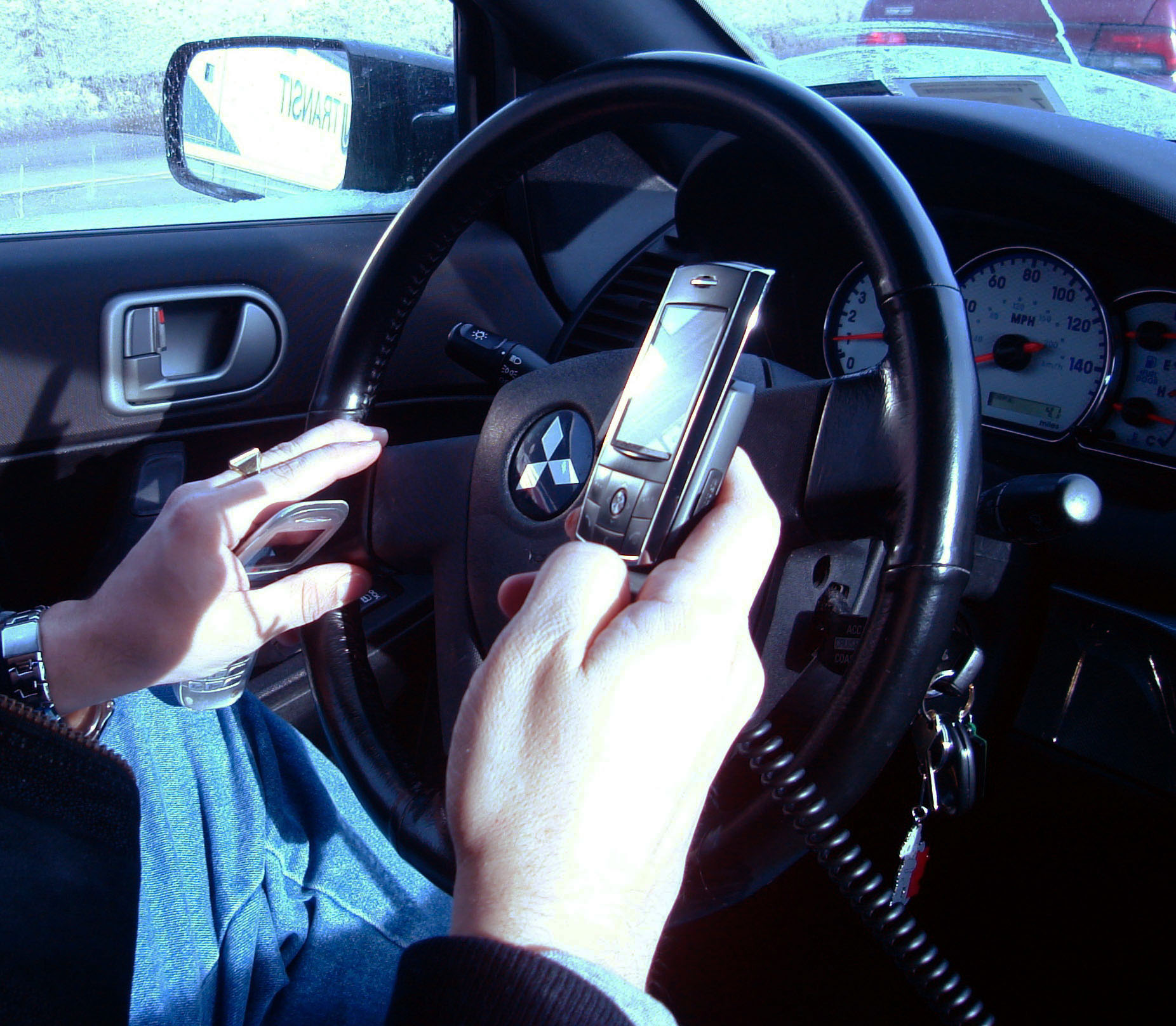
Smartphone und Auto: freiwilliger Konsum oder eine notwendige Steigerung der eigenen Produktivität?

Ein Zwang für Privathaushalte, ihr Einkommen und ihre Konsumausgaben zu steigern, wird seltener diskutiert. In der neoklassischen Haushaltstheorie versuchen Haushalte, ihren Nutzen zu maximieren, wobei sie im Gegensatz zur Profitmaximierung der Firmen keinen Marktzwängen unterliegen. Daher wird hier nicht von einem Wachstumszwang ausgegangen, sondern von einer freien und individuellen Entscheidung zwischen heutigem und zukünftigem Konsum. Diese „intertemporale Optimierung“ wird beispielsweise durch die Keynes-Ramsey-Regel abgebildet. In der Konsumsoziologie gibt es diverse Theorien der Konsumgesellschaft, die den Einfluss sozialer Normen auf Konsumentscheidungen untersuchen. Beispiele sind der bereits 1899 von Thorstein Veblen in seinem Buch Theorie der feinen Leute thematisierte Geltungskonsum oder der Positionswettbewerb, der von Fred Hirsch im Jahr 1976 im Buch Soziale Grenzen des Wachstums beschrieben wurde. Einige Autoren vertreten die Position, dass der Vergleich mit anderen und die ungerechte Verteilung von Einkommen und Macht zu einem Wachstumszwang führen. Die Konsumenten müssten immer mehr arbeiten und konsumieren, um ein Mindestmaß an gesellschaftlicher Teilhabe zu erreichen, weil die wirtschaftlich Schwachen stigmatisiert werden. Als Gründe für dieses Verhalten werden Angst und Ohnmacht, Schuld und Scham genannt. Ob diese Theorien tatsächlich einen Zwang zur Steigerung des Konsums begründen können, ist aber umstritten, solange es nicht um die Existenzsicherung (beispielsweise wegen Arbeitslosigkeit) geht.
Eine andere Argumentationslinie betrachtet bestimmte Konsumentscheidungen eher als Investitionen zur Steigerung der eigenen Produktivität. Technische Produkte wie Fahrzeuge, Küchengeräte oder Smartphones dienten dazu, Zeit einzusparen und sich Möglichkeiten zu bewahren, ein Einkommen zu erzielen. Aus der Notwendigkeit, diese Güter zu erwerben, ließe sich ein Zwang ableiten, seine Konsumausgaben zu erhöhen, um nicht technisch und ökonomisch abgehängt zu werden.

## Makroökonomische Theorien

### Politischer bzw. makroökonomischer Wachstumszwang
Politisch wird Wirtschaftswachstum seit Jahrzehnten als wichtiges wirtschaftspolitisches Ziel formuliert. Beispiele sind das deutsche Stabilitäts- und Wachstumsgesetz von 1967 oder der europäische Stabilitäts- und Wachstumspakt von 1997. Diese Einstellung der Politiker wird von einigen wachstumskritischen Autoren als Dogma oder Ideologie kritisiert.
Die Theorie eines politischen Wachstumszwangs geht hingegen davon aus, dass Wirtschaftswachstum notwendig ist, um wirtschaftliche oder soziale Instabilitäten zu verhindern. Einige Autoren betonen, dass die Staatsfinanzen oder Sozialversicherungssysteme wie die Arbeitslosigkeitsversicherung oder die Alterssicherung abhängig von Wachstum seien. Raghuram Rajan sieht die Ursache insbesondere in den politischen Versprechungen der Sozialsysteme. Als zentrales Problem wird die Arbeitslosigkeit identifiziert, die bei technischem Fortschritt und gleichzeitig ausbleibendem Wachstum auftreten würde (Okun’sches Gesetz). So wird Wachstum oberhalb der Beschäftigungsschwelle immer wieder in politischen Debatten gefordert, um die Arbeitslosigkeit zu reduzieren. Wachstumspolitik in Form von staatlichen Investitionen, aber auch über Anreize für private Investitionen, würde daher nicht wegen der persönlichen Wünsche der Politiker gefordert, sondern sie sei unerlässlich, um soziale Instabilitäten durch Massenarbeitslosigkeit zu verhindern. Verschärft würde diese Situation durch internationalen Wettbewerb und Freihandel.
Als Auswege werden das Umlenken der technologischen Entwicklung mit Hilfe von Ressourcensteuern diskutiert (ökologische Steuerreform, Emissionsrechtehandel), aber auch eine allgemeine Arbeitszeitverkürzung. Zugleich wird eine gleichmäßigere Einkommensverteilung eingefordert, indem entweder gegen die Privatisierung von Renten wie Bodenrente oder Ressourcenrente vorgegangen wird (→ Rentenökonomie), oder aber ein bedingungsloses Grundeinkommen gefordert wird.

### Geldsystem und Zinskritik

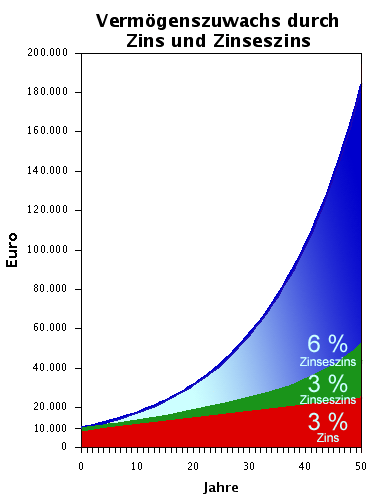
Exponentielles Zinswachstum entsteht nur, wenn der Zinssatz konstant ist und alle Zinseinkünfte gespart werden.

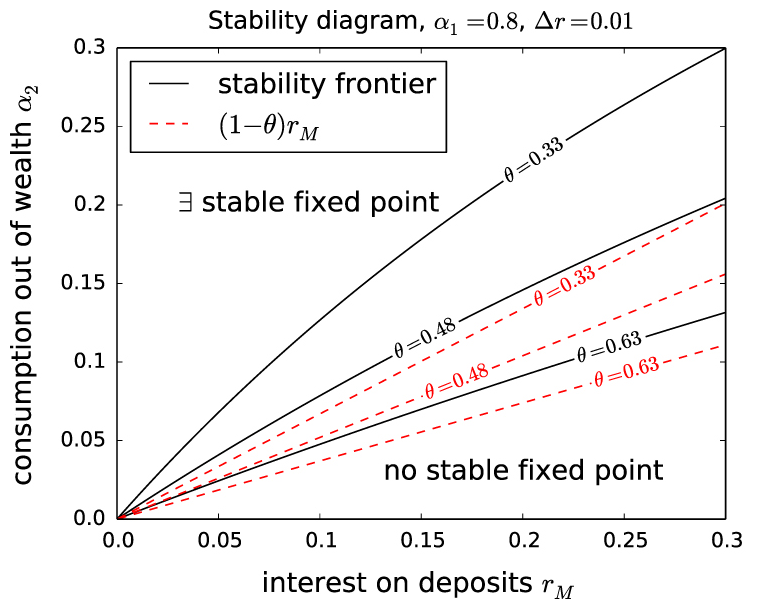
Bifurkationsdiagramm der numerischen Stabilitätsanalyse eines Stock-Flow Consistent Models: Falls der Konsum aus dem Vermögen in der Konsumfunktion groß genug ist, kann auch bei positivem Zinssatz Nullwachstum erreicht werden.

Bereits seit langem verorten einzelne Autoren vor allem aus dem deutschsprachigen Raum einen makroökonomischen Wachstumszwang im Geldsystem, insbesondere in der Kombination aus Kreditgeld und Zinseszinseffekt. Dies führe zwangsläufig und systemimmanent zu einem exponentiellen Wachstum der Schulden und der verzinslichen Guthaben. Diese Argumentation fußt letztlich auf dem „Josephspfennig“ als Beispiel für eine unmögliche exponentielle Entwicklung, woraus eine generelle Zinskritik abgeleitet wird und beispielsweise nach den Ideen der Freiwirtschaftslehre umlaufgesichertes Geld oder ein Vollreserve-System gefordert wird. Eine zweite Argumentationslinie geht auf Hans Christoph Binswanger, seinen Doktoranden Guido Beltrani und seinen Sohn Mathias Binswanger zurück. Sie argumentieren, der „Geldschwund, der sich aus den Zinszahlungen an die Bank ergibt, ist wesentlich verantwortlich für den Wachstumszwang“. In der „Wachstumsspirale“ ging Hans Christoph Binswanger von einem nötigen Mindestwachstum von 1,8 Prozent aus. Mathias Binswanger ging 2009 von 0,45 Prozent Mindestwachstum aus, damit Unternehmen im Aggregat Gewinne erzielen können, während er in seinem Buch „Der Wachstumszwang“ (2019) ein Mindestwachstum größer null angibt, damit die Unternehmen Gewinne thesaurieren können.
Andere Autoren kritisieren die Ergebnisse von Beltrani sowie H. C. und M. Binswanger, sie seien auf Basis von inkonsistenten volkswirtschaftlichen Modellen hergeleitet und daher nicht valide (→ Stock-Flow Consistent Model). In anderen Modellierungen einer Geldwirtschaft ergebe sich entweder gar kein Wachstumszwang oder nur für bestimmte Parameter in der Konsumfunktion. Auch mit Verweis auf eine generelle Zinskritik argumentieren sie, für die Stabilität einer stationären Wirtschaft sei letztlich nicht der Zins, sondern die Sparquote entscheidend. Werden die Zinserträge vom Kreditgeber, also Bank oder Gläubiger der Bank, vollständig konsumiert, stehen diese auch wieder zur Tilgung zur Verfügung. Ob ein stationärer Zustand erreicht werden könne, läge also an Sparentscheidungen derer, die Einkommen beziehen oder Vermögen besitzen. Für Nullwachstum sei es dabei nötig, dass das Sparen der einen durch den Konsum aus bestehendem Vermögen der anderen ausgeglichen würde (→ Lebenszyklushypothese). Auch sei Binswangers Annahme nicht begründet, dass die Banken trotz einer nicht mehr wachsenden Wirtschaft stets ihre Profite thesaurieren müssten. Daher bestünde kein „inhärenter“ Wachstumszwang, sondern allenfalls sei Nullwachstum nicht möglich, wenn sich Akteure entscheiden, beständig Geldvermögen zu akkumulieren.
In der neoklassischen Theorie und allen Spielarten, welche die Neutralität des Geldes bzw. die klassische Dichotomie voraussetzen, hat der Geldmarkt keine langfristigen Auswirkungen auf realwirtschaftliche Größen wie Wirtschaftswachstum. Ein monetärer Wachstumszwang ist hier bereits per Annahme ausgeschlossen. Allerdings lehnen auch postkeynesianische Autoren, welche die Neutralität des Geldes bezweifeln, einen monetären Wachstumszwang ab.

## Politische Forderungen zur Überwindung von Wachstumszwängen
Ob ein Wachstumszwang vorliegt und wie er überwunden werden kann, ist auch innerhalb der wachstumskritischen Bewegung umstritten. Die Überwindung von Wachstumszwängen hat Eingang gefunden in die Forderungen des Netzwerks Wachstumswende, der Internationalen Degrowth-Konferenzen sowie eines Arbeitskreises von attac Deutschland. Im September 2018 forderten mehr als 200 Wissenschaftler die Europäische Union zur Abkehr vom Wachstumszwang auf. Im deutschen Parteienspektrum wurde die Forderung ins Grundsatzprogramm der Ökologisch-Demokratischen Partei Deutschlands aufgenommen sowie für das Grundsatzprogramm von Bündnis 90/Die Grünen diskutiert, grüne Politiker wie Reinhard Loske oder Jürgen Trittin fordern eine Überwindung von Wachstumszwängen. In einem Sondervotum zum Abschlussbericht der Enquete-Kommission Wachstum, Wohlstand, Lebensqualität argumentierten die Sachverständigen Michael Müller, Uwe Schneidewind, Ulrich Brand, Norbert Reuter und Martin Jänicke sowie die Abgeordneten Hermann E. Ott und die Fraktion Die Linke, es müsse „die Frage beantwortet werden, ob ein Fortschritt, der innovativ und integrativ, sozial gerecht und ökologisch verträglich ist, ohne Wachstumszwang möglich ist.“